# Франкенштейн Мері Шеллі
«Франкенштейн Мері Шеллі» (англ. Mary Shelley's Frankenstein; інша назва — англ. Frankenstein) — драма 1994 року.

## Сюжет
Віктор Франкенштайн не божевільний, він просто схиблений. Схиблений ідеєю. Через свого друга Генрі він знайомиться з підозрілим професором Вальдманом. Відтоді він займається лише одним: ідеєю створення штучної людини. І однієї ночі експеримент вдається. Франкенштайн будить своє створіння. Та коли останньої миті він усвідомлює усе божевілля свого вчинку, стає вже запізно. Цей жах вже не спинити.

## У ролях
| Актор               | Роль                       |
| ------------------- | -------------------------- |
| Роберт де Ніро      | Монстр                     |
| Кеннет Брана        | Віктор Франкенштайн        |
| Гелена Бонем Картер | Елізабет                   |
| Том Халс            | Генрі Клерваль             |
| Ієн Голм            | Барон Альфонс Франкенштейн |
| Джон Кліз           | доктор Вальдман            |
| Роберт Гарді        | професор Кремп             |